# Вестуз-Мармутье
Вестуз-Мармутье (фр. Westhouse-Marmoutier) — коммуна на северо-востоке Франции в регионе Гранд-Эст (бывший Эльзас — Шампань — Арденны — Лотарингия), департамент Нижний Рейн, округ Саверн, кантон Саверн. До марта 2015 года коммуна административно входила в состав упразднённого кантона Мармутье (округ Саверн).
Площадь коммуны — 3,96 км², население — 253 человека (2006) с тенденцией к росту: 258 человек (2013), плотность населения — 65,2 чел/км².

## Население
Население коммуны в 2011 году составляло 259 человек, в 2012 году — 255 человек, а в 2013-м — 258 человек.
| 1962 | 1968 | 1975 | 1982 | 1990 | 1999 | 2006 | 2008 | 2011 | 2012 | 2013 |
| ---- | ---- | ---- | ---- | ---- | ---- | ---- | ---- | ---- | ---- | ---- |
| 223  | 223  | 216  | 219  | 223  | 244  | 253  | 253  | 259  | 255  | 258  |

Динамика населения:

## Экономика
В 2010 году из 170 человек трудоспособного возраста (от 15 до 64 лет) 140 были экономически активными, 30 — неактивными (показатель активности 82,4 %, в 1999 году — 75,5 %). Из 140 активных трудоспособных жителей работали 130 человек (74 мужчины и 56 женщин), 10 числились безработными (шестеро мужчин и четыре женщины). Среди 30 трудоспособных неактивных граждан 12 были учениками либо студентами, 14 — пенсионерами, а ещё 4 — были неактивны в силу других причин.